# Sede titolare di Vescovio
Vescovio (in latino: Foronovanus) è una sede titolare della Chiesa cattolica.

## Storia
Forum Novum, corrispondente all'attuale Vescovio, frazione del comune di Torri in Sabina, fu sede di un'antica diocesi, che successivamente fu unita assieme alla diocesi di Cures Sabini e a quella della Nomentum. Curi fu unita verso la fine del VI secolo a Nomento, a sua volta unita nella seconda metà del IX secolo con Vescovio, che divenne così la diocesi di Sabina. Da questo momento i vescovi portarono il titolo di episcopi Sabinensis.
Nell'antico Foro romano erano sorti la cattedrale di Santa Maria sede dell'episcopio, dal quale probabilmente prese il nuovo nome. Il nome di un vescovo della diocesi sabina, Lorenzo Siro, è legato alle vicende dell'abbazia di Farfa. Diversi furono i vescovi che salirono in seguito al soglio pontificio: Anastasio IV, Clemente IV, Celestino IV, Giulio II, Paolo III, Paolo IV, Alessandro VIII.
Vescovio rimase sede dei vescovi sabini fino al 1495, quando la loro sede fu trasferita da papa Alessandro VI a Magliano Sabina con la bolla Sacrosancta Romana ecclesia.
Dal 1969 Vescovio è annoverata tra le sedi vescovili titolari della Chiesa cattolica; dal 23 febbraio 2001 il vescovo titolare è Marcelo Sánchez Sorondo, cancelliere emerito della Pontificia accademia delle scienze e della Pontificia accademia delle scienze sociali.

## Cronotassi dei vescovi titolari
- César Antonio Mosquera Corral † (11 marzo 1969 - 26 aprile 1971 deceduto)
- Giuseppe Casoria † (6 gennaio 1972 - 2 febbraio 1983 nominato cardinale diacono di San Giuseppe in Via Trionfale)
- Donald William Montrose † (25 marzo 1983 - 17 dicembre 1985 nominato vescovo di Stockton)
- Lucas Moreira Neves, O.P. † (3 gennaio 1987 - 9 luglio 1987 nominato arcivescovo di San Salvador di Bahia)
- Giovanni Battista Re (9 ottobre 1987 - 21 febbraio 2001 nominato cardinale presbitero dei Santi XII Apostoli)
- Marcelo Sánchez Sorondo, dal 23 febbraio 2001